# Latavio
Latavio war eine lettische Fluggesellschaft mit Sitz in Riga und Basis auf dem Flughafen Riga.

## Geschichte
Latavio war während der Zeit der Sowjetunion der lettische Zweig der Aeroflot. Im Jahr 1992 wurde die Latavio – wie viele andere Fluggesellschaften – aus der Aeroflot ausgegliedert und als eigenständige staatliche lettische Fluggesellschaft weitergeführt. Nach einer fehlgeschlagenen Privatisierung wurde die Gesellschaft schließlich im Jahr 1996 liquidiert.

## Flugziele
Latavio flog vorrangig innereuropäische Ziele an. Im Jahr 1993 standen Baku, Helsinki, Kopenhagen, Larnaka, Moskau, Stockholm, Warschau und Wien auf dem Flugplan.

## Flotte
Die Flotte der Latavio bestand aus Maschinen sowjetischer Bauart:
- Antonow An-12
- Antonow An-24
- Tupolew Tu-134
- Tupolew Tu-154

Eine ehemalige Antonow An-24B der Latavio kann im Luftfahrtmuseum am Flughafen Riga besichtigt werden.